# Discografia dei Toto
La seguente è la discografia dei Toto, gruppo musicale statunitense in attività dal 1976.

## Album

### Album in studio
| Anno                                                                                               | Titolo | Classifiche | Classifiche | Classifiche | Classifiche | Classifiche | Classifiche | Classifiche | Classifiche | Classifiche | Classifiche | Classifiche | Classifiche | Classifiche | Classifiche | Classifiche | Certificazioni |
| Anno                                                                                               | Titolo | US          | AUS         | AUT         | CAN         | FIN         | FRA         | GER         | ITA         | JPN         | NLD         | NOR         | NZ          | SWE         | SWI         | UK          | Certificazioni |
| -------------------------------------------------------------------------------------------------- | --- | ----------- | ----------- | ----------- | ----------- | ----------- | ----------- | ----------- | ----------- | ----------- | ----------- | ----------- | ----------- | ----------- | ----------- | ----------- | --- |
| 1978                                                                                               | Toto - Pubblicazione: 3 marzo 1978 - Etichetta: Columbia Records - Formati: LP, CD, MC                                                              | 9           | 2           | —           | 9           | —           | —           | 8           | —           | 39          | 25          | 12          | 24          | 5           | —           | 37          | - AUS: Platino - CAN: 2× Platino - GER: Oro - US: 2× Platino                                                                          |
| 1979                                                                                               | Hydra - Pubblicazione: ottobre 1979 - Etichetta: Columbia Records - Formati: LP, CD, MC                                                             | 37          | 41          | —           | 10          | —           | —           | 38          | —           | 28          | —           | 1           | 29          | 15          | 20          | —           | - CAN: Platino - US: Oro |
| 1981                                                                                               | Turn Back - Pubblicazione: gennaio 1981 - Etichetta: Columbia Records - Formati: LP, CD, MC                                                         | 41          | 89          | —           | 29          | —           | —           | 39          | —           | 3           | —           | 4           | —           | 16          | —           | —           | - JPN: Oro |
| 1982                                                                                               | Toto IV - Pubblicazione: 8 aprile 1982 - Etichetta: Columbia Records - Formati: LP, CD, MC                                                          | 4           | 1           | —           | 2           | 12          | 16          | 12          | 2           | 3           | 1           | 2           | 9           | 17          | 7           | 4           | - AUS: 2× Platino - CAN: 2× Platino - FIN: Oro - FRA: Platino - GER: Platino - JPN: Platino - NLD: Platino - UK: Oro - US: 4× Platino |
| 1984                                                                                               | Isolation - Pubblicazione: 18 ottobre 1984 - Etichetta: Columbia Records - Formati: LP, CD, MC                                                      | 42          | 65          | —           | 57          | 17          | 12          | 15          | 17          | 2           | 25          | 8           | —           | 8           | 15          | 67          | - US: Oro |
| 1986                                                                                               | Fahrenheit - Pubblicazione: agosto 1986 - Etichetta: Columbia Records - Formati: LP, CD, MC                                                         | 40          | 98          | 26          | 44          | 6           | —           | 24          | 21          | 3           | 19          | 12          | —           | 6           | 24          | 99          | - US: Oro |
| 1988                                                                                               | The Seventh One - Pubblicazione: 1º marzo 1988 - Etichetta: Columbia Records - Formati: LP, CD, MC                                                  | 64          | —           | 9           | 54          | 3           | 19          | 10          | 14          | 3           | 1           | 4           | —           | 2           | 4           | 73          | - FRA: 2× Oro - JPN: Oro - NLD: Platino - SWE: Platino                                                                                |
| 1992                                                                                               | Kingdom of Desire - Pubblicazione: 7 settembre 1992 (Europa) 11 maggio 1993 (Stati Uniti) - Etichetta: Sony BMG - Formati: CD, LP, MC               | —           | —           | 37          | —           | 4           | 5           | 18          | —           | 8           | 5           | 7           | —           | 3           | 5           | —           | - FRA: Oro - SWE: Oro |
| 1995                                                                                               | Tambu - Pubblicazione: maggio 1995 (Europa) 4 giugno 1996 (Stati Uniti) - Etichetta: Sony BMG - Formati: CD, LP, MC                                 | —           | —           | 40          | —           | 6           | 13          | 36          | —           | 24          | 9           | 6           | —           | 5           | 22          | —           | |
| 1998                                                                                               | Toto XX - Pubblicazione: 1º aprile 1998 (Europa) novembre 1998 (Stati Uniti) - Etichetta: Sony BMG - Formati: CD, MC                                | —           | —           | —           | —           | 28          | 25          | 50          | —           | 30          | 44          | 7           | —           | 39          | —           | —           | |
| 1999                                                                                               | Mindfields - Pubblicazione: 16 marzo 1999 (Europa) 16 novembre 1999 (Stati Uniti) - Etichetta: Sony BMG - Formati: CD, LP, MC                       | —           | —           | 33          | —           | 5           | 6           | 14          | —           | 19          | 23          | 7           | —           | 7           | 10          | —           | |
| 2002                                                                                               | Through the Looking Glass - Pubblicazione: 2 ottobre 2002 (Europa) 5 novembre 2002 (Stati Uniti) - Etichetta: Capitol Records - Formati: CD, MC, LP | —           | —           | 51          | —           | 39          | 25          | 22          | 36          | 53          | 40          | —           | —           | 26          | 14          | —           | |
| 2006                                                                                               | Falling in Between - Pubblicazione: 14 febbraio 2006 (Europa) 18 aprile 2006 (Stati Uniti) - Etichetta: Frontiers Records - Formati: CD, LP         | —           | —           | 53          | —           | 12          | 48          | 13          | 18          | 22          | 10          | 16          | —           | 6           | 12          | —           | |
| 2015                                                                                               | Toto XIV - Pubblicazione: 20 marzo 2015 (Europa) 23 marzo 2015 (Stati Uniti) - Etichetta: Frontiers Records - Formati: CD, LP, download digitale    | 98          | —           | 11          | —           | 5           | 17          | 4           | 16          | 17          | 2           | 6           | —           | 4           | 3           | 43          | |
| "—" indica una pubblicazione che non si è classificata o che non è stata pubblicata in quel Paese. | |             |             |             |             |             |             |             |             |             |             |             |             |             |             |             | |

### Raccolte
| Anno                                                                                               | Titolo | Classifiche | Classifiche | Classifiche | Classifiche | Classifiche | Classifiche | Classifiche | Classifiche | Classifiche | Classifiche | Classifiche | Classifiche | Classifiche | Classifiche | Certificazioni |
| Anno                                                                                               | Titolo | US          | AUT         | DNK         | FIN         | FRA         | GER         | ITA         | JPN         | NLD         | NOR         | NZ          | SWE         | SWI         | UK          | Certificazioni |
| -------------------------------------------------------------------------------------------------- | --- | ----------- | ----------- | ----------- | ----------- | ----------- | ----------- | ----------- | ----------- | ----------- | ----------- | ----------- | ----------- | ----------- | ----------- | --- |
| 1990                                                                                               | Past to Present 1977-1990 - Pubblicazione: 6 maggio 1990 - Etichetta: Columbia Records - Formati: CD, LP, MC                 | 153         | 26          | —           | 8           | 3           | 13          | —           | 28          | 1           | 9           | —           | 9           | 8           | —           | - AUS: Oro - FIN: Oro - FRA: Platino - GER: Oro - JPN: Platino - NLD: Platino - SWI: Platino - UK: Argento - US: Platino |
| 1995                                                                                               | Best Ballads - Pubblicazione: 18 gennaio 1995 - Etichetta: Columbia Records - Formati: CD, MC                                | —           | 34          | —           | —           | —           | 31          | —           | —           | 19          | —           | —           | —           | 32          | —           | |
| 1996                                                                                               | Legend: The Best of Toto - Pubblicazione: 11 luglio 1996 - Etichetta: Columbia Records - Formati: CD                         | —           | —           | —           | 10          | 1           | —           | —           | —           | —           | —           | —           | —           | —           | —           | - FIN: Oro - FRA: 2× Oro                                                                                                 |
| 1996                                                                                               | Greatest Hits - Pubblicazione: 4 dicembre 1996 - Etichetta: Columbia Records - Formati: CD                                   | —           | 49          | —           | —           | —           | 63          | —           | —           | —           | 3           | —           | —           | —           | —           | - NOR: Platino |
| 2001                                                                                               | Super Hits - Pubblicazione: 5 giugno 2001 - Etichetta: Eagle Records - Formati: CD                                           | —           | —           | —           | —           | —           | —           | —           | —           | —           | —           | —           | —           | —           | —           | |
| 2001                                                                                               | Hold The Line - The Very Best of Toto - Pubblicazione: ottobre 2001 - Etichetta: Sony BMG - Formati: CD                      | —           | —           | —           | —           | —           | —           | —           | —           | —           | —           | —           | 4           | —           | —           | |
| 2002                                                                                               | The Very Best of Toto - Pubblicazione: 14 ottobre 2002 - Etichetta: Sony BMG - Formati: CD                                   | —           | —           | —           | —           | 14          | —           | —           | —           | —           | —           | 38          | —           | 85          | —           | |
| 2002                                                                                               | Greatest Hits ...and More - Pubblicazione: 16 dicembre 2002 - Etichetta: Sony BMG - Formati: CD                              | —           | —           | —           | —           | —           | —           | —           | —           | 67          | —           | —           | —           | —           | —           | |
| 2003                                                                                               | Love Songs - Pubblicazione: 20 gennaio 2003 - Etichetta: Columbia Records - Formati: CD                                      | —           | —           | —           | —           | —           | —           | —           | —           | —           | —           | —           | —           | —           | —           | |
| 2003                                                                                               | The Essential Toto - Pubblicazione: 30 settembre 2003 - Etichetta: Columbia Records - Formati: CD                            | —           | —           | —           | 18          | —           | —           | —           | —           | —           | 2           | —           | 56          | —           | —           | - NOR: Oro |
| 2005                                                                                               | Rosanna - The Very Best of Toto - Pubblicazione: 14 febbraio 2005 - Etichetta: Columbia Records - Formati: CD                | —           | —           | —           | —           | —           | —           | —           | —           | —           | —           | —           | —           | —           | —           | |
| 2007                                                                                               | The Very Best of Toto & Foreigner (Toto/Foreigner) - Pubblicazione: 17 agosto 2007 - Etichetta: Sony BMG - Formati: CD       | —           | —           | —           | —           | —           | —           | —           | —           | —           | —           | —           | —           | 84          | —           | |
| 2007                                                                                               | Hit Collection - Pubblicazione: 28 dicembre 2007 - Etichetta: Sony BMG - Formati: CD                                         | —           | —           | —           | —           | —           | —           | —           | —           | —           | —           | —           | —           | —           | —           | |
| 2008                                                                                               | The Collection - Pubblicazione: 17 marzo 2008 - Etichetta: Sony BMG - Formati: Box set                                       | —           | —           | 3           | 31          | —           | —           | —           | —           | —           | —           | —           | —           | —           | —           | |
| 2009                                                                                               | Gold - Pubblicazione: 30 ottobre 2009 - Etichetta: Sony BMG - Formati: CD                                                    | —           | —           | —           | —           | —           | —           | —           | —           | —           | —           | —           | —           | —           | —           | |
| 2018                                                                                               | 40 Trips Around the Sun - Pubblicazione: 9 febbraio 2018 - Etichetta: Legacy Recordings - Formati: CD, LP, download digitale | 82          | 17          | —           | 39          | 77          | 8           | 53          | 24          | 13          | —           | —           | 26          | 8           | 64          | |
| "—" indica una pubblicazione che non si è classificata o che non è stata pubblicata in quel Paese. | |             |             |             |             |             |             |             |             |             |             |             |             |             |             | |

### Album dal vivo
| Anno                                                                                               | Titolo | Classifiche | Classifiche | Classifiche | Classifiche | Classifiche | Classifiche | Classifiche | Classifiche |
| Anno                                                                                               | Titolo | AUT         | FIN         | FRA         | GER         | JPN         | NLD         | SWE         | SWI         |
| -------------------------------------------------------------------------------------------------- | --- | ----------- | ----------- | ----------- | ----------- | ----------- | ----------- | ----------- | ----------- |
| 1993                                                                                               | Absolutely Live - Pubblicazione: 12 ottobre 1993 - Etichetta: Columbia Records - Formati: CD, LP, MC                                              | —           | 27          | —           | 76          | 39          | 23          | 35          | —           |
| 1999                                                                                               | Livefields - Pubblicazione: 27 settembre 1999 - Etichetta: Sony BMG - Formati: CD, MC                                                             | —           | —           | 25          | 57          | —           | 39          | —           | —           |
| 2003                                                                                               | 25th Anniversary - Live in Amsterdam - Pubblicazione: 7 ottobre 2003 - Etichetta: Eagle Records - Formati: CD, LP                                 | —           | —           | 120         | 50          | 133         | 66          | —           | —           |
| 2007                                                                                               | Falling in Between Live - Pubblicazione: 17 agosto 2007 (Europa) 13 novembre 2007 (Stati Uniti) - Etichetta: Eagle Records - Formati: CD, DVD, BD | —           | —           | 81          | 49          | —           | 88          | —           | —           |
| 2014                                                                                               | 35th Anniversary - Live in Poland - Pubblicazione: 29 aprile 2014 - Etichetta: Eagle Records - Formati: CD, LP                                    | 73          | —           | 78          | 6           | —           | 31          | —           | 55          |
| 2016                                                                                               | Live at Montreux 1991 - Pubblicazione: 16 settembre 2016 - Etichetta: Eagle Records - Formati: CD, DVD, BD                                        | —           | —           | 147         | 66          | —           | 132         | —           | 91          |
| "—" indica una pubblicazione che non si è classificata o che non è stata pubblicata in quel Paese. | |             |             |             |             |             |             |             |             |

### Colonne sonore
| Anno | Titolo                                                                                 | Classifiche |
| Anno | Titolo                                                                                 | US          |
| ---- | -------------------------------------------------------------------------------------- | ----------- |
| 1984 | Dune - Pubblicazione: dicembre 1984 - Etichetta: Polydor Records - Formati: LP, CD, MC | 168         |

## Singoli
| Anno                                                                                               | Singolo                      | Classifiche | Classifiche | Classifiche | Classifiche | Classifiche | Classifiche | Classifiche | Classifiche | Classifiche | Classifiche | Classifiche | Classifiche | Classifiche | Classifiche | Classifiche | Classifiche | Certificazioni                                                                 | Album di provenienza      |
| Anno                                                                                               | Singolo                      | US          | US AC       | US MR       | AUS         | AUT         | CAN         | FIN         | GER         | IRL         | ITA         | NLD         | NOR         | NZ          | SWE         | SWI         | UK          | Certificazioni                                                                 | Album di provenienza      |
| -------------------------------------------------------------------------------------------------- | ---------------------------- | ----------- | ----------- | ----------- | ----------- | ----------- | ----------- | ----------- | ----------- | ----------- | ----------- | ----------- | ----------- | ----------- | ----------- | ----------- | ----------- | ------------------------------------------------------------------------------ | ------------------------- |
| 1978                                                                                               | Hold the Line                | 5           | —           | —           | 8           | —           | 5           | —           | 23          | 24          | 19          | 19          | —           | 11          | 3           | —           | 14          | - AUS: Platino - CAN: Oro - ITA: Platino - UK: Oro - US: 3× Platino            | Toto                      |
| 1979                                                                                               | I'll Supply the Love         | 45          | —           | —           | 92          | —           | 73          | —           | —           | —           | —           | —           | —           | 29          | —           | —           | —           |                                                                                | Toto                      |
| 1979                                                                                               | Georgy Porgy                 | 48          | —           | —           | 65          | —           | 49          | —           | —           | —           | —           | —           | —           | 11          | —           | —           | —           |                                                                                | Toto                      |
| 1979                                                                                               | Rockmaker                    | —           | —           | —           | —           | —           | —           | —           | —           | —           | —           | —           | —           | —           | —           | —           | —           |                                                                                | Toto                      |
| 1979                                                                                               | 99                           | 26          | —           | —           | 97          | —           | 17          | —           | —           | —           | —           | —           | —           | 11          | —           | —           | —           |                                                                                | Hydra                     |
| 1979                                                                                               | St. George and the Dragon    | —           | —           | —           | —           | —           | —           | —           | —           | —           | —           | —           | —           | —           | —           | —           | —           |                                                                                | Hydra                     |
| 1980                                                                                               | All Us Boys                  | —           | —           | —           | —           | —           | —           | —           | —           | —           | —           | —           | —           | —           | —           | —           | —           |                                                                                | Hydra                     |
| 1981                                                                                               | Goodbye Elenore              | —           | —           | —           | —           | —           | —           | —           | —           | —           | —           | —           | —           | —           | —           | —           | —           |                                                                                | Turn Back                 |
| 1981                                                                                               | If It's the Last Night       | —           | —           | —           | —           | —           | —           | —           | —           | —           | —           | —           | —           | —           | —           | —           | —           |                                                                                | Turn Back                 |
| 1981                                                                                               | Live for Today               | —           | —           | 40          | —           | —           | —           | —           | —           | —           | —           | —           | —           | —           | —           | —           | —           |                                                                                | Turn Back                 |
| 1982                                                                                               | Rosanna                      | 2           | 17          | 8           | 16          | 11          | 4           | —           | 24          | 11          | 12          | 6           | 2           | 22          | —           | 3           | 12          | - AUS: Oro - CAN: Oro - UK: Argento - US: 2× Platino                           | Toto IV                   |
| 1982                                                                                               | Make Believe                 | 30          | —           | —           | —           | —           | —           | —           | 70          | —           | —           | —           | —           | —           | —           | —           | —           |                                                                                | Toto IV                   |
| 1982                                                                                               | Africa                       | 1           | 5           | —           | 5           | 7           | 1           | 18          | 14          | 2           | 22          | 4           | —           | 5           | —           | 6           | 3           | - AUS: 6× Platino - CAN: Oro - ITA: 2× Platino - UK: 4× Platino - US: Diamante | Toto IV                   |
| 1982                                                                                               | Afraid of Love               | —           | —           | 28          | —           | —           | —           | —           | —           | —           | —           | —           | —           | —           | —           | —           | —           |                                                                                | Toto IV                   |
| 1982                                                                                               | Lovers in the Night          | —           | —           | 57          | —           | —           | —           | —           | —           | —           | —           | —           | —           | —           | —           | —           | —           |                                                                                | Toto IV                   |
| 1983                                                                                               | I Won't Hold You Back        | 10          | 1           | —           | 80          | —           | 17          | —           | —           | 11          | —           | —           | —           | —           | —           | —           | 37          |                                                                                | Toto IV                   |
| 1983                                                                                               | Waiting for Your Love        | 73          | 27          | —           | —           | —           | —           | —           | —           | —           | —           | —           | —           | —           | —           | —           | —           |                                                                                | Toto IV                   |
| 1984                                                                                               | Stranger in Town             | 30          | —           | 7           | 40          | —           | 16          | —           | —           | —           | 27          | —           | —           | —           | —           | —           | 100         |                                                                                | Isolation                 |
| 1985                                                                                               | Holyanna                     | 71          | —           | —           | —           | —           | —           | —           | —           | —           | —           | —           | —           | —           | —           | —           | —           |                                                                                | Isolation                 |
| 1985                                                                                               | Angel Don't Cry              | —           | —           | —           | —           | —           | —           | —           | —           | —           | —           | —           | —           | —           | —           | —           | —           |                                                                                | Isolation                 |
| 1985                                                                                               | How Does It Feel             | —           | —           | —           | —           | —           | —           | —           | —           | —           | —           | —           | —           | —           | —           | —           | —           |                                                                                | Isolation                 |
| 1985                                                                                               | Endless                      | —           | —           | —           | —           | —           | —           | —           | —           | —           | —           | —           | —           | —           | —           | —           | —           |                                                                                | Isolation                 |
| 1986                                                                                               | I'll Be Over You             | 11          | 1           | —           | —           | —           | 13          | 15          | —           | —           | 33          | 38          | —           | —           | —           | —           | —           | - US: Oro                                                                      | Fahrenheit                |
| 1986                                                                                               | Without Your Love            | 38          | 7           | —           | —           | —           | 77          | —           | —           | —           | —           | 64          | —           | —           | —           | —           | —           |                                                                                | Fahrenheit                |
| 1987                                                                                               | Till the End                 | —           | —           | —           | —           | —           | —           | —           | —           | —           | —           | —           | —           | —           | —           | —           | —           |                                                                                | Fahrenheit                |
| 1987                                                                                               | Lea                          | —           | —           | —           | —           | —           | —           | —           | —           | —           | —           | —           | —           | —           | —           | —           | —           |                                                                                | Fahrenheit                |
| 1987                                                                                               | Could This Be Love           | —           | —           | —           | —           | —           | —           | —           | —           | —           | —           | —           | —           | —           | —           | —           | —           |                                                                                | Fahrenheit                |
| 1988                                                                                               | Stop Loving You              | —           | —           | —           | —           | —           | —           | —           | —           | —           | 37          | 2           | 9           | —           | —           | —           | 96          |                                                                                | The Seventh One           |
| 1988                                                                                               | Pamela                       | 22          | 9           | —           | 94          | —           | 32          | —           | —           | —           | —           | 8           | —           | —           | —           | —           | —           |                                                                                | The Seventh One           |
| 1988                                                                                               | Mushanga                     | —           | —           | —           | —           | —           | —           | —           | —           | —           | —           | 16          | —           | —           | —           | —           | —           |                                                                                | The Seventh One           |
| 1988                                                                                               | Anna                         | —           | —           | —           | —           | —           | —           | —           | —           | —           | —           | —           | —           | —           | —           | —           | —           |                                                                                | The Seventh One           |
| 1988                                                                                               | Straight for the Heart       | —           | —           | —           | —           | —           | —           | —           | —           | —           | —           | —           | —           | —           | —           | —           | —           |                                                                                | The Seventh One           |
| 1990                                                                                               | Love Has the Power           | —           | —           | —           | —           | —           | —           | —           | —           | —           | —           | 22          | —           | —           | —           | —           | —           |                                                                                | Past to Present 1977-1990 |
| 1990                                                                                               | Out of Love                  | —           | —           | —           | —           | —           | —           | —           | —           | —           | —           | 17          | —           | —           | —           | —           | —           |                                                                                | Past to Present 1977-1990 |
| 1991                                                                                               | Can You Hear What I'm Saying | —           | —           | —           | —           | —           | —           | —           | —           | —           | —           | 44          | —           | —           | —           | —           | 80          |                                                                                | Past to Present 1977-1990 |
| 1992                                                                                               | Don't Chain My Heart         | —           | —           | —           | —           | —           | —           | 11          | —           | —           | —           | 12          | 8           | —           | 9           | 38          | —           |                                                                                | Kingdom of Desire         |
| 1992                                                                                               | Only You                     | —           | —           | —           | —           | —           | —           | —           | —           | —           | —           | —           | —           | —           | —           | —           | —           |                                                                                | Kingdom of Desire         |
| 1992                                                                                               | 2 Hearts                     | —           | —           | —           | —           | —           | —           | —           | —           | —           | —           | —           | —           | —           | —           | —           | —           |                                                                                | Kingdom of Desire         |
| 1992                                                                                               | The Other Side               | —           | —           | —           | —           | —           | —           | —           | —           | —           | —           | —           | —           | —           | —           | —           | —           |                                                                                | Kingdom of Desire         |
| 1995                                                                                               | I Will Remember              | —           | —           | —           | —           | —           | —           | —           | 82          | —           | —           | 41          | —           | —           | 29          | —           | 64          |                                                                                | Tambu                     |
| 1995                                                                                               | If You Belong to Me          | —           | —           | —           | —           | —           | —           | —           | —           | —           | —           | —           | —           | —           | —           | —           | —           |                                                                                | Tambu                     |
| 1995                                                                                               | Just Can Get to You          | —           | —           | —           | —           | —           | —           | —           | —           | —           | —           | —           | —           | —           | —           | —           | —           |                                                                                | Tambu                     |
| 1996                                                                                               | Drag Him to the Roof         | —           | —           | —           | —           | —           | —           | —           | —           | —           | —           | —           | —           | —           | —           | —           | —           |                                                                                | Tambu                     |
| 1996                                                                                               | The Other End of Time        | —           | —           | —           | —           | —           | —           | —           | —           | —           | —           | —           | —           | —           | —           | —           | —           |                                                                                | Tambu                     |
| 1996                                                                                               | The Turning Point            | —           | —           | —           | —           | —           | —           | —           | —           | —           | —           | —           | —           | —           | —           | —           | —           |                                                                                | Tambu                     |
| 1998                                                                                               | Goin' Home                   | —           | —           | —           | —           | —           | —           | —           | 99          | —           | —           | —           | —           | —           | —           | —           | —           |                                                                                | Toto XX                   |
| 1999                                                                                               | Mad About You                | —           | —           | —           | —           | —           | —           | —           | —           | —           | —           | —           | —           | —           | —           | —           | —           |                                                                                | Mindfields                |
| 1999                                                                                               | Melanie                      | —           | —           | —           | —           | —           | —           | 20          | —           | —           | —           | 64          | —           | —           | —           | —           | —           |                                                                                | Mindfields                |
| 1999                                                                                               | Cruel                        | —           | —           | —           | —           | —           | —           | —           | —           | —           | —           | —           | —           | —           | —           | —           | —           |                                                                                | Mindfields                |
| 2006                                                                                               | Bottom of Your Soul          | —           | —           | —           | —           | —           | —           | —           | —           | —           | —           | 32          | —           | —           | —           | —           | —           |                                                                                | Falling in Between        |
| 2015                                                                                               | Orphan                       | —           | —           | —           | —           | —           | —           | —           | —           | —           | —           | —           | —           | —           | —           | —           | —           |                                                                                | Toto XIV                  |
| 2015                                                                                               | Holy War                     | —           | —           | —           | —           | —           | —           | —           | —           | —           | —           | —           | —           | —           | —           | —           | —           |                                                                                | Toto XIV                  |
| 2017                                                                                               | Alone                        | —           | —           | —           | —           | —           | —           | —           | —           | —           | —           | —           | —           | —           | —           | —           | —           |                                                                                | 40 Trips Around the Sun   |
| 2018                                                                                               | Spanish Sea                  | —           | —           | —           | —           | —           | —           | —           | —           | —           | —           | —           | —           | —           | —           | —           | —           |                                                                                | 40 Trips Around the Sun   |
| "—" indica una pubblicazione che non si è classificata o che non è stata pubblicata in quel Paese. |                              |             |             |             |             |             |             |             |             |             |             |             |             |             |             |             |             |                                                                                |                           |

## Videografia

### Album video
| Anno | Titolo                                                                                            |
| ---- | ------------------------------------------------------------------------------------------------- |
| 1990 | Toto: From Past to Present 1977-1990 - Etichetta: Columbia Records - Formati: VHS, Laserdisc, DVD |
| 1993 | Live - Etichetta: Columbia Records - Formati: VHS, Laserdisc                                      |
| 2002 | Greatest Hits Live... and More - Etichetta: Sony BMG - Formati: DVD                               |
| 2003 | 25th Anniversary - Live in Amsterdam - Etichetta: Eagle Records - Formati: DVD, BD                |
| 2003 | The Ultimate Clip Collection - Etichetta: Columbia Records - Formati: DVD                         |
| 2007 | Falling in Between Live - Etichetta: Eagle Records - Formati: DVD, BD                             |
| 2014 | 35th Anniversary - Live in Poland - Etichetta: Eagle Records - Formati: DVD, BD                   |
| 2016 | Live at Montreux 1991 - Etichetta: Eagle Records - Formati: DVD, BD                               |

### Video musicali
| Anno | Titolo                       | Regista                |
| ---- | ---------------------------- | ---------------------- |
| 1978 | Hold the Line                | Michael Collins        |
| 1979 | Georgy Porgy                 | Michael Collins        |
| 1979 | I'll Supply the Love         | Michael Collins        |
| 1979 | 99                           | Bruce Gowers           |
| 1980 | Hydra                        | Bruce Gowers           |
| 1980 | St. George and the Dragon    | Bruce Gowers           |
| 1980 | All Us Boys                  | Bruce Gowers           |
| 1980 | Goodbye Elenore              | Kim P. Friedman        |
| 1980 | Live for Today               |                        |
| 1982 | Rosanna                      | Steve Barron           |
| 1982 | Africa                       | Steve Barron           |
| 1983 | Waiting for Your Love        | Bruce Gowers           |
| 1984 | Stranger in Town             | Steve Barron           |
| 1984 | Angel Don't Cry              | Steve Barron           |
| 1985 | Holyanna                     | Steve Barron           |
| 1985 | How Does It Feel             | David Hogan            |
| 1986 | I'll Be Over You             | Nick Morris            |
| 1986 | Without Your Love            | Tommy Chong            |
| 1987 | Till the End                 | Jeff Porcaro           |
| 1988 | Stop Loving You              | Nigel Dick             |
| 1988 | Pamela                       | Nigel Dick             |
| 1988 | Straight for the Heart       | Nigel Dick             |
| 1990 | Out of Love                  | Nigel Dick             |
| 1990 | Can You Hear What I'm Saiyng | Nigel Dick             |
| 1992 | Only You                     |                        |
| 1992 | Don't Chain My Heart         | Nigel Dick             |
| 1995 | I Will Remember              | Tryan George           |
| 1996 | The Turning Point            | Andy Doig & Blue Leach |
| 1999 | Melanie                      |                        |
| 2000 | Cruel                        |                        |
| 2015 | Orphan                       | Heather Porcaro        |